# Mohamed Amine Bourkadi
Mohamed Amine Bourkadi (arab. محمد أمين بورقادي, ur. 22 lutego 1985 w Fezie) – marokański piłkarz, grający jako bramkarz.

## Klub

### Początki
Zaczynał karierę w Maghrebie Fez, gdzie grał do 2007 roku. Następnie przeniósł się do Raja Casablanca. Z tym zespołem został mistrzem kraju. Był też wypożyczony do Wydadu Fès.

### Wydad Fès
1 lipca 2010 roku przeszedł do zespołu z Fezu na stałe.
W sezonie 2011/2012 (pierwszym w bazie Transfermarkt) zagrał 14 meczów.
W kolejnym sezonie zagrał 28 meczów i miał asystę.
W sezonie 2013/2014 wystąpił w 14 meczach.

### Olympique Khouribga
1 lipca 2014 roku podpisał kontrakt z Olympique Khouribga. W tym zespole zadebiutował 22 sierpnia 2014 roku w meczu przeciwko FUS Rabat (0:0). Zagrał cały mecz. W sumie zagrał 46 meczów. Zdobył też puchar kraju.

### FAR Rabat
1 lipca 2016 roku dołączył do FAR Rabat. W tym zespole zadebiutował 18 września 2016 roku w meczu przeciwko Olympic Safi (wygrana 2:0). Na bramce spędził cały mecz. Łącznie zagrał 57 spotkań.

### Powrót do Maghrebu
1 lipca 2019 roku dołączył do Maghrebu Fez.
W sezonie 2020/2021 zagrał 13 meczów.

### Dalsza kariera
1 sierpnia 2021 roku zmienił klub na CD Tháder, następnie zakończył karierę.

## Reprezentacja

### U-20
Zagrał 7 meczów na Mistrzostwach Świata 2005.

### Seniorska
Rozegrał 3 mecze na Mistrzostwach Narodów Afryki w 2016 roku, a wcześniej mecz towarzyski. Był w kadrze na kilka innych meczów.